# Phreatoasellus uenoi
Phreatoasellus uenoi là một loài chân đều trong họ Asellidae. Loài này được Matsumoto miêu tả khoa học năm 1978.